# Сліпа пляма
Сліпа пляма — місце виходу зорового нерву із сітківки. Ця ділянка сітківки позбавлена фоторецепторів і не сприймає світло. Її площа (в нормі) становить від 2,5 до 6 мм². Предмети, зображення яких потрапляє на цю ділянку не є видимими для ока. Сліпа пляма відкрита в 1668 році.

## Історія
Сліпу пляму відкрив французький фізик Едм Маріотт у 1668 році. Король Франції Людовик XIV розважався зі сліпою плямою, спостерігаючи своїх підданих, нібито у них не було голів..

## Спостереження сліпої плями
Щоб спостерігати сліпу пляму у себе, закрийте праве око і лівим оком подивіться на правий хрестик, який обведений кружечком. Тримайте обличчя і монітор горизонтально. Не зводячи погляду з правого хрестика, наближайте (або віддаляйте) обличчя від монітору і одночасно стежте за лівим хрестиком (не переводячи на нього погляд). У певний момент він зникне. Це пов'язано з тим, що сліпа пляма знаходиться не в центрі сітківки, тому, щоб помітити ефект сліпої плями, необхідно дивитись на об'єкт боковим зором.

## Виноски
1. ↑  Перельман Я. І. Слепое пятно нашего глаза // Занимательная физика, в 2-х книгах. Книга 2 (рос.). — Д. : ВАП, 1994. — С. 222. — ISBN 5-86883-020-9.